# Fabriciana xipe
Fabriciana xipe är en fjärilsart som beskrevs av Grum-grshimailo 1891. Fabriciana xipe ingår i släktet Fabriciana och familjen praktfjärilar. Inga underarter finns listade i Catalogue of Life.